# ELVEES Multicore
A Multicore (oroszul: МУЛЬТИКОР) egy 32 bites alapvetően RISC típusú mikroprocesszor-sorozat, integrált DSP magokkal; kifejlesztője az oroszországi ELVISZ cég (az „ELVISZ” rövidítés az elektronnüje vicsiszlityelno-informacionnüje szisztyemi, „elektronikus számítástechnikai rendszerek” rövidítése, ld: ГУП НПЦ «Электронные вычислительно-информационные системы»; ГУП НПЦ «ЭЛВИС»). Ezek a processzorok aszimmetrikus többmagos felépítéssel bírnak, két különböző típusú – RISC és DSP felépítésű magokat tartalmaznak.
A RISC mag teljes mértékben megfelel a MIPS32 architektúra specifikációjának. Ez a DSP-mag vezérlésének a feladatát végzi. A DSP magok nagy teljesítményű 32 bites jelfeldolgozó eszközök, különféle adattípusok feldolgozását végezhetik, amelyek lehetnek pl. IEEE-754 formátumú lebegőpontos, fixpontos, vagy 16 bites lebegőpontos adatok.
A processzorok ezen kívül különböző vezérlőket (pl. memóriavezérlő) és perifériális eszközöket is tartalmazhatnak, pl. link- és soros portokat.

## Változatai
- 1892VM3T, (1892ВМ3Т (MC-12))
  - 2 mag: RISCore32 + ELcore-14 (SISD architektúrájú DSP-mag)
  - 0,25 µm-es folyamat, 18 millió tranzisztor, órajel: 80 MHz
- 1892VM2JA, (1892ВМ2Я (MC-24))
  - 2 mag: RISCore32 + ELcore-24 (SIMD architektúrájú DSP-mag)
  - 0,25 µm-es folyamat, 18 millió tranzisztor, órajel: 80 MHz
- 1892VM5JA, (1892ВМ5Я (МС-0226, ЦПОС-02))
  - 3 mag: RISCore32 + 2× ELcore-26 (MIMD architektúrájú DSP-mag)
  - 0,25 µm-es folyamat, 26 millió tranzisztor, órajel: 100 MHz
- 1892VM4JA, (1892ВМ4Я (MC-0226G, МЦОС))
  - 3 mag: RISCore32 + 2× ELcore-26 (MIMD architektúrájú DSP-mag)
  - 0,25 µm-es folyamat, 26 millió tranzisztor, órajel: 100 MHz

## Fordítás
Ez a szócikk részben vagy egészben  a(z)   Мультикор című orosz Wikipédia-szócikk ezen változatának fordításán alapul.  Az eredeti cikk szerkesztőit annak laptörténete sorolja fel. Ez a jelzés csupán a megfogalmazás eredetét és a szerzői jogokat jelzi, nem szolgál a cikkben szereplő információk forrásmegjelöléseként.